# دیاباز

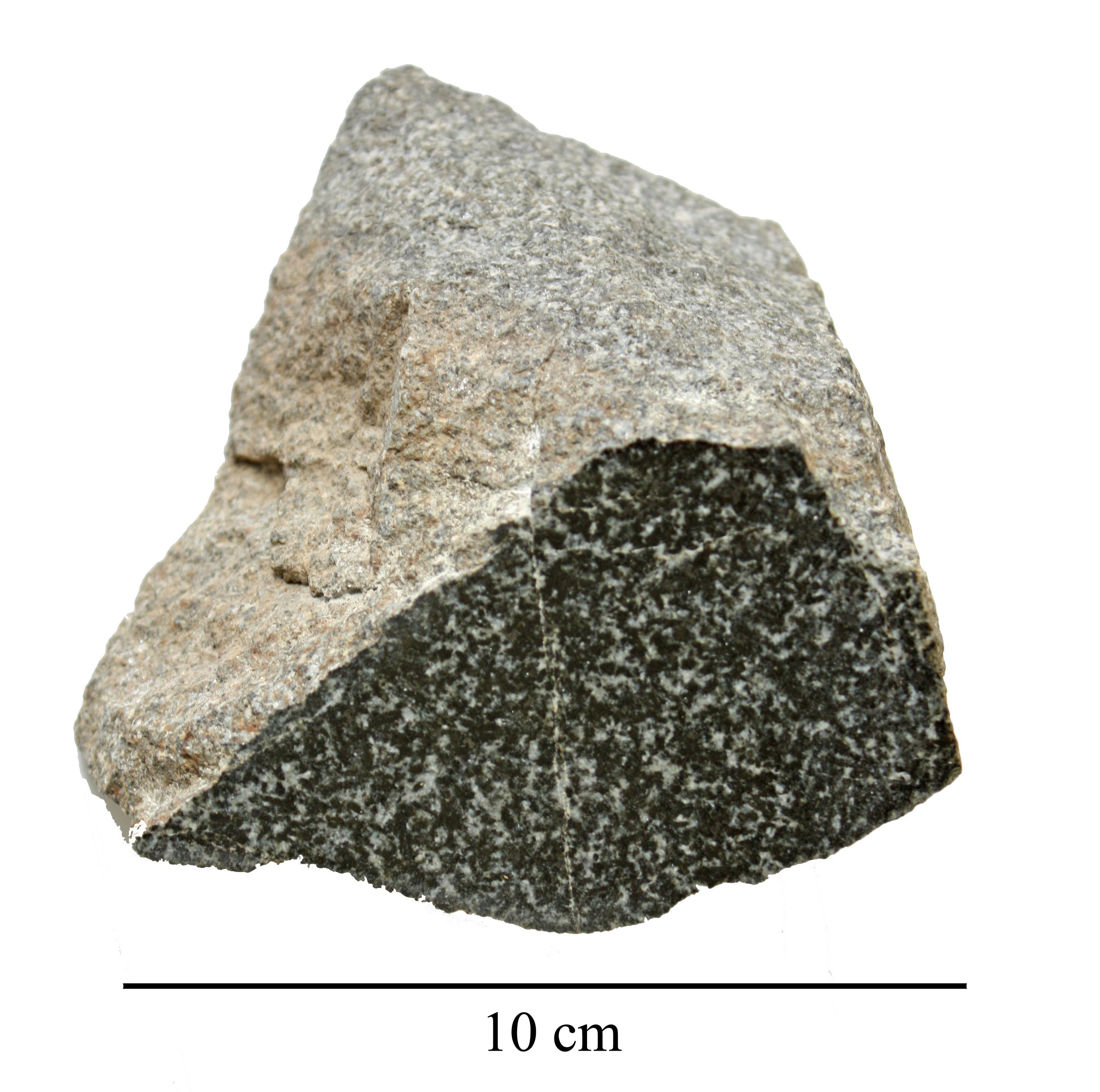
دیاباز

دیاباز (انگلیسی: Diabase) که با نام‌های دولریت (dolerite) یا میکروگابرو (microgabbro) نیز شناخته می‌شود، نوعی سنگ زیرآتشفشانی مافیک بلوری است که معادل سنگ آتشفشانی بازالت یا سنگ ژرف‌تودهای گابرو است. آذرین‌تیغهها و آذرین‌لایههای دیابازی معمولاً توده‌های نفوذی سطحی هستند و اغلب بافت ریزی را از خود به نمایش می‌گذارند.